# 奥尻岛分屯基地
奥尻島分屯基地（おくしりとうぶんとんきち、JASDF Okushiritou Sub Base）是日本航空自衛隊三泽基地的分屯基地，位于北海道奥尻郡奥尻町字湯滨無番地，駐有第29警戒隊。
分屯基地司令同时兼任第29警戒隊長。

## 配置部隊
北部航空方面隊隷下
- （北部航空警戒管制团）
  - 第29警戒隊

## 沿革
- 1993年（平成5年）7月12日：北海道西南海域发生地震。奥尻島分屯基地在地震发生后，立即接到就近災害派遣的命令，在北海道本土的救援部隊到达之前，在进行对在倒塌建筑物进行救出活動以及青苗地区的灭火、救助活動的同时，对負傷者进行医療救援以及提供食物等。在此次地震中由于雷达设备受损，直到恢复之前由E-2C预警機提供支援。[1]